# Monte Santo de Minas
Monte Santo de Minas é um município brasileiro no sudoeste do estado de Minas Gerais. Sua população recenseada em 2022, era de 20 890 habitantes, e sua área é de 594,632 km², contabilizando uma densidade demográfica de 35,13 hab/km².

## História
As raízes históricas de Monte Santo de Minas remontam à época da mineração do ouro em Jacuí no século XVIII. Com a exaustão das jazidas na região e o consequente empobrecimento de Jacuí, as pessoas passaram a procurar terras férteis nas proximidades para praticarem a agricultura. Da comarca de Jacuí partiram várias bandeiras em busca de novas lavras e assim se formou, ao redor de uma capela construída em homenagem a São Francisco de Paula e próximo a um riacho, o povoado de São Francisco de Paula do Tejuco em 1820.
Com o seu desenvolvimento, o povoado passou à categoria de paróquia, com o nome de São Francisco de Paula do Monte Santo e, com esta denominação, é elevado a município em 1890. Em 1911, com a nova divisão administrativa, o município tem seu nome alterado para Monte Santo e, posteriormente, em 1948, para Monte Santo de Minas. Com a ascensão da cultura do café a partir da metade do século XIX e com a construção da estação ferroviária da Mogiana em 1913, houve uma acelerada expansão econômica e populacional no município.
Na última década do século XIX, foi prefeito da cidade o advogado e promotor público Venceslau Brás Pereira Gomes, destacando-se na sua administração por ter introduzido o sistema de abastecimento de água na cidade. Venceslau Brás veio a ser o nono presidente do Brasil entre 1914 e 1918, durante a primeira guerra mundial.
Foi nesta fase, entre a última década do século XIX e os anos 1930, que um grande número de imigrantes italianos vieram trabalhar nas lavouras de café e nos ofícios e comércio urbano. Chegaram também imigrantes portugueses, espanhóis e sírio-libaneses. Desta época áurea do café datam algumas belas casas e imponentes edifícios muito bem conservados no centro da cidade, com menção especial da área ao redor do "Jardim Velho".

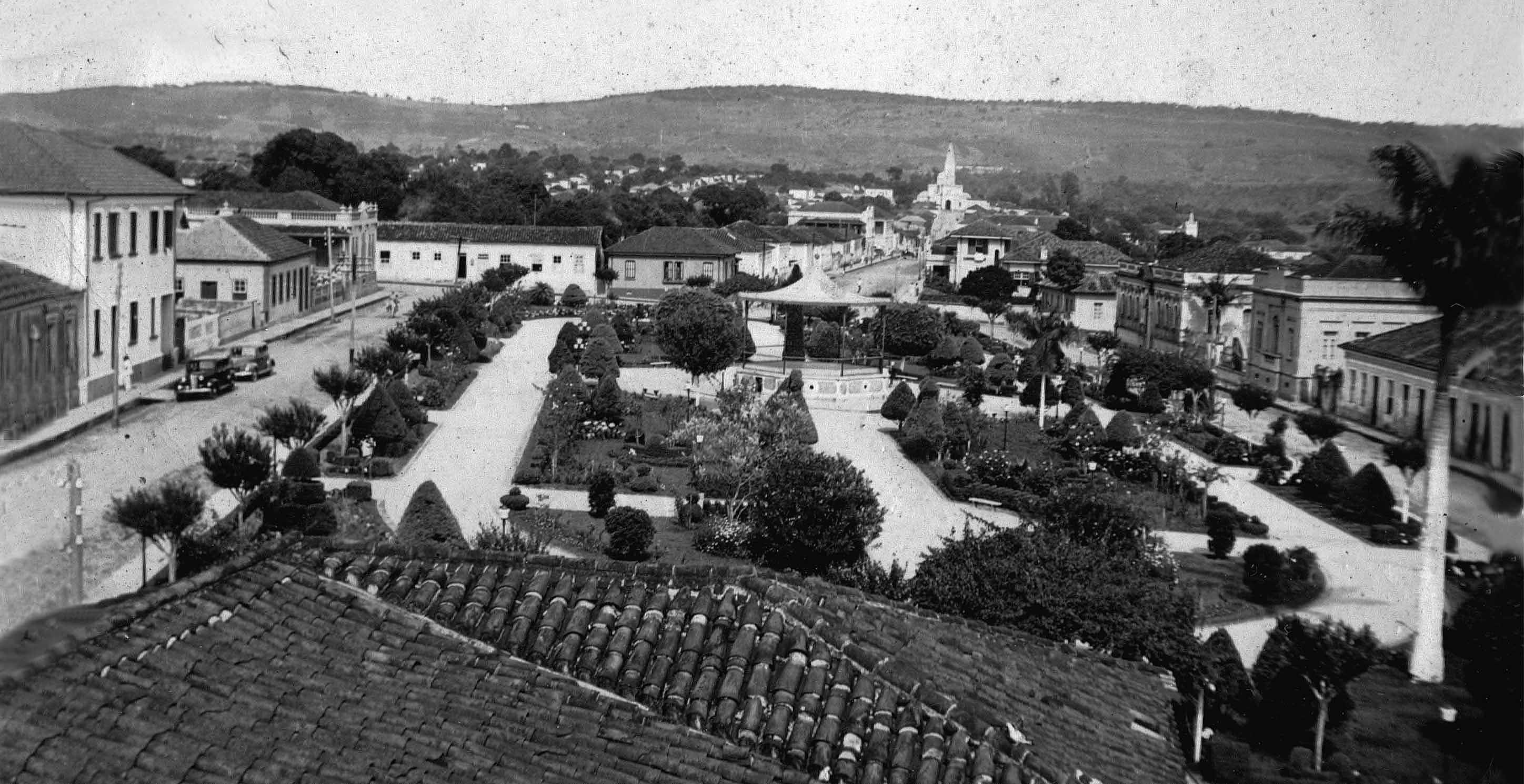
O Jardim Velho na década de trinta.

A crise de 1929 levou muitas famílias monte-santenses à miséria, especialmente parte da colônia italiana, que acreditou nas promessas de um banqueiro da região, Emílio Forli. Polpudos lucros eram prometidos e não foram honrados, o que ocasionou forte comoção local. Migração para a capital de São Paulo, para trabalho na nascente indústria, foi uma das consequências dessa crise. A família Bonfá, imigrantes do Vêneto radicados em Monte Santo, é um exemplo entre muitas outras dessa história.
Devido a uma excessiva dependência da economia local da atividade rural, em especial da cultura cafeeira e devido à falta de uma industria local mais forte, Monte Santo de Minas tem sido um tradicional exportador de mão-de-obra a outras cidades, em especial cidades industriais como São Paulo, Campinas, Mogi Mirim, Paulínia, Americana e mais recentemente a Ribeirão Preto, Mococa e São Sebastião do Paraíso. Em decorrência disto, a população do município tem sido relativamente estável nas últimas décadas, embora com leve declínio quantitativo geral. Esse é um fenômeno comum nas cidades pequenas da região do Sul de Minas e da Mogiana paulista.
A partir do início dos anos 1980, devido ao aumento da mecanização das lavouras de café na área rural, houve uma migração da população rural para a área urbana do município, principalmente devido à criação de novos bairros populares ao redor da cidade. Isso modificou muito o aspecto geral da cidade. Felizmente não tem se observado um aumento demasiado de pobreza extrema entre esses novos moradores da cidade e o município tem conseguido estender a rede de saneamento básico para todas áreas novas.

## Geografia e clima

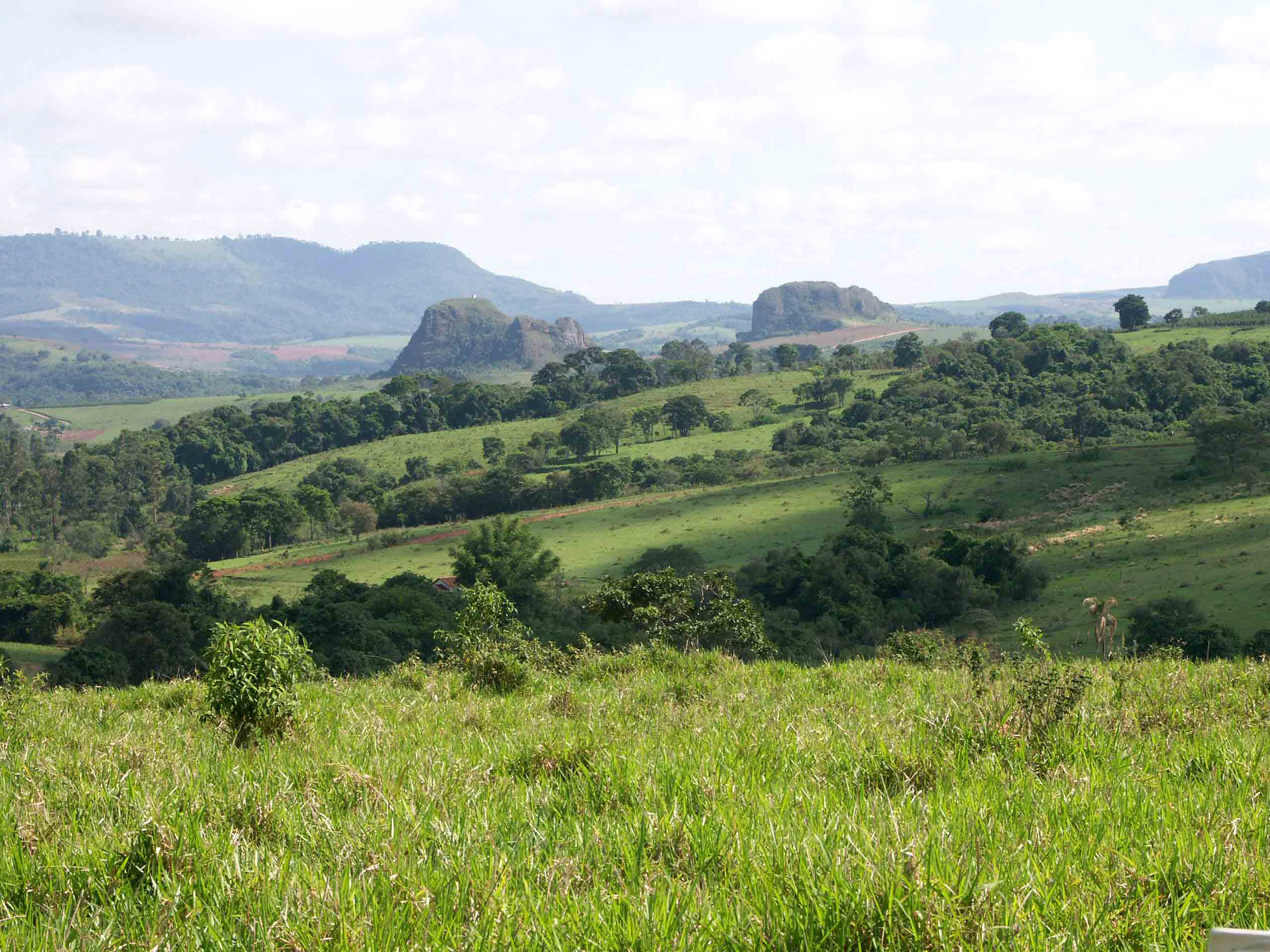
Vista dos morros "Dois Irmâos"

A topografia de Monte Santo de Minas é predominantemente ondulada com formações de serra e planaltos elevados principalmente na parte leste e norte do município, sendo a "Serra do Monte Santo" o final extremo noroeste da Serra da Mantiqueira. Parte do município é de terreno acidentado com algumas formações de colinas e morros, sendo os "Dois Irmãos" os mais marcantes e conhecidos (foto ao lado).
A vegetação é de transição da Mata Atlântica para o Cerrado apresentando grande variedade de espécies e de biótopos, dependendo se este está em uma área montanhosa, num vale ou numa chapada. Infelizmente não há grandes áreas florestais contínuas no município, somente pequenas parcelas fragmentadas de florestas que dependem basicamente da boa vontade dos produtores rurais para sua preservação. Mesmo assim, felizmente tem se observado um sucessivo aumento de certas populações de animais silvestres locais, como macacos, tucanos e lobo-guará, devido ao maior controle do IBAMA e a conscientização da população local.

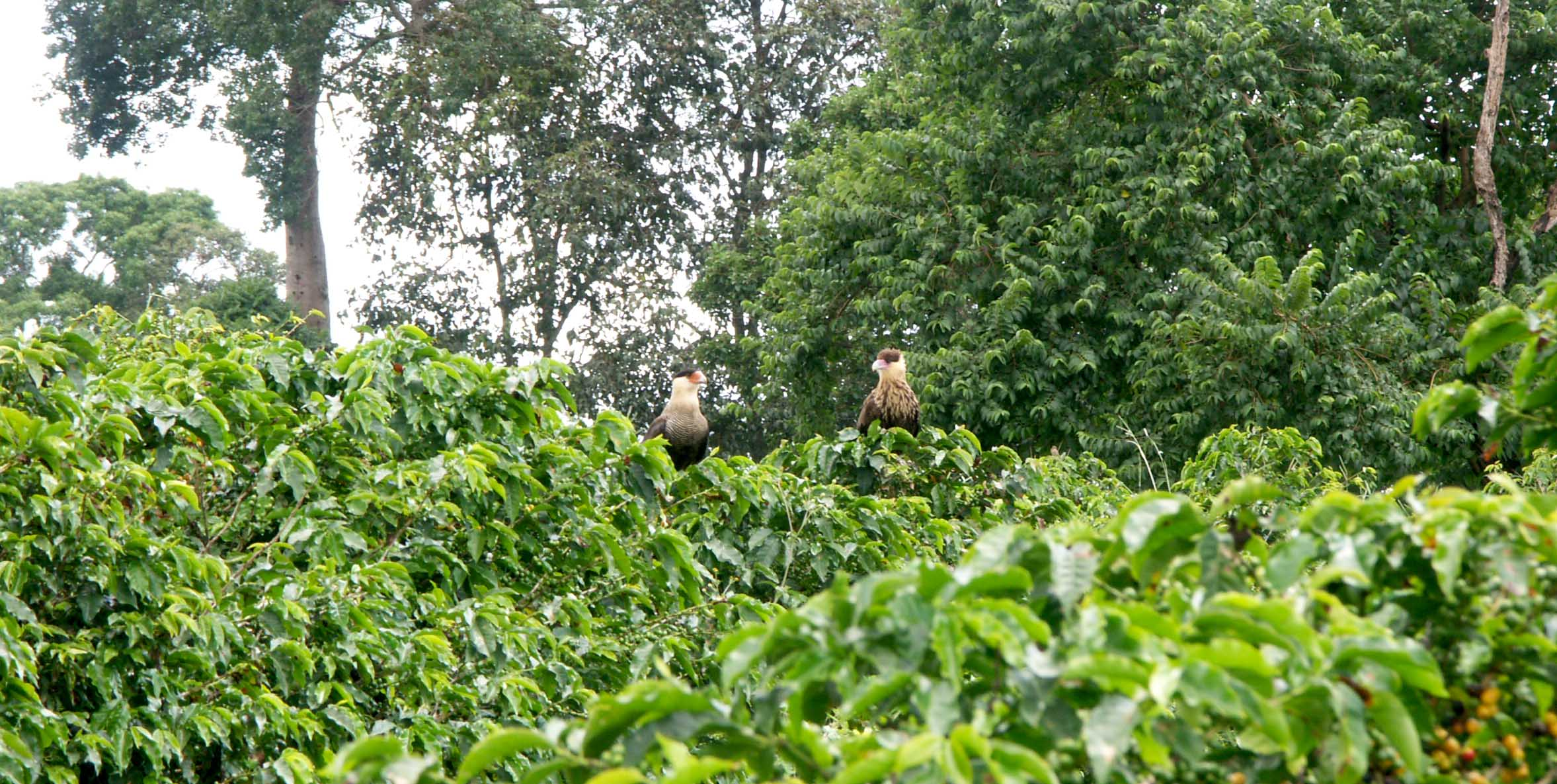
Aves de rapina no cafezal.

Devido à influência dos italianos, era comum a caça de perdizes e codornas nos campos de altitude, pastos e cerrados do município, acompanhada da criação de cães perdigueiros, atividade hoje proscrita. Caçadores costumavam, nos anos 1930/40/50/60 trazer até 100 codornas, numa só surtida, tal era a abundância dessa ave. Amílcar Meletti, falecido há tempos, destacou-se nessa infeliz atividade predatória.
O clima é subtropical de altitude e ameno. Em algumas áreas do município a temperatura chega a ser bem fria durante a noite ocorrendo formação de geada esporádicas no inverno. No verão o clima é quente e úmido. A temperatura média anual é de 20,6 graus. A precipitação média anual é de 1690 mm concentrando-se principalmente entre os meses de dezembro e fevereiro.

## População
Sua população, conforme censo demográfico de 2010, era de 21 234, com população urbana de 16.423 pessoas, correspondente a cerca de 74,82 % do total, e 4.811 da zona rural, cerca de 25,18 % do total. O índice de desenvolvimento humano (IDH) era de 0,710 em 2010 e o índice de analfabetismo ainda superava os 12 % da população acima de dez anos de idade.

## Economia
Agricultura: a economia de Monte Santo de Minas é predominantemente rural, se destacando principalmente a cultura do café, com longa tradição na região. Com terras boas e com altitude muito propícia para o cultivo do café arábica, a qualidade dos grãos é muito boa, competindo com as melhores regiões produtoras do Brasil. Tem se notado nos últimos anos uma contínua expansão da cultura da cana-de-açúcar, que tem tomado cada vez mais o espaço das culturas mais tradicionais do café e do gado. Também tem grande importância a produção de gado de corte, avicultura, produção de milho, leite e algumas frutas como abacate, banana, laranja, limão e pêssego. A distribuição agrária é diversificada, sendo relativamente grande o número de pequenas e médias propriedades rurais. O grau de tecnificação da agricultura local tem aumentado muito nos últimos anos, em parte devido à assistência técnica do núcleo local da cooperativa Cooxupé.
Indústria: há um parque industrial em lenta mas constante expansão próximo à rodovia, com empresas das mais variadas áreas, tais como: bebidas, construção, eletrotécnica, química e serviços. Na cidade há empresas de várias áreas como alimentícia, confecções, processamento de produtos agrícolas e principalmente prestação de serviços e comércio.
Um novo ramo econômico muito promissor para a cidade é o turismo, marcado pelo melhor carnaval do sudoeste mineiro organizado pelas escolas de samba do Braz e do Belém, onde nos dias de Carnaval o número de turistas chega a 14 mil pessoas. Porém, é necessário que exista mais investimentos públicos, especialmente em divulgação, de modo a expandir a atividade turística na cidade.
A cafeicultura é a maior responsável pela entrada de recursos econômicos no município. Formada em sua maioria por pequenos produtores proprietários da terra, a cidade conta também com grandes produtores de café. Esses produtores empregam grande número de trabalhadores, especialmente no período de colheita, que dura por volta de 3 meses, geralmente entre agosto e novembro. Esses trabalhos temporários muitas vezes geram rendimentos suficientes para que os trabalhadores sobrevivam todo o ano. A atividade da colheita, inclusive, atrai trabalhadores de outras regiões do país, como norte e nordeste.
Tentou-se manter um curso de graduação na cidade, Curso Normal Superior, pela Universidade Presidente Antônio Carlos (Unipac), iniciado em 2003. Não tendo a procura esperada, o curso foi encerrado no final de 2005.

## Transportes, saúde e comunicação

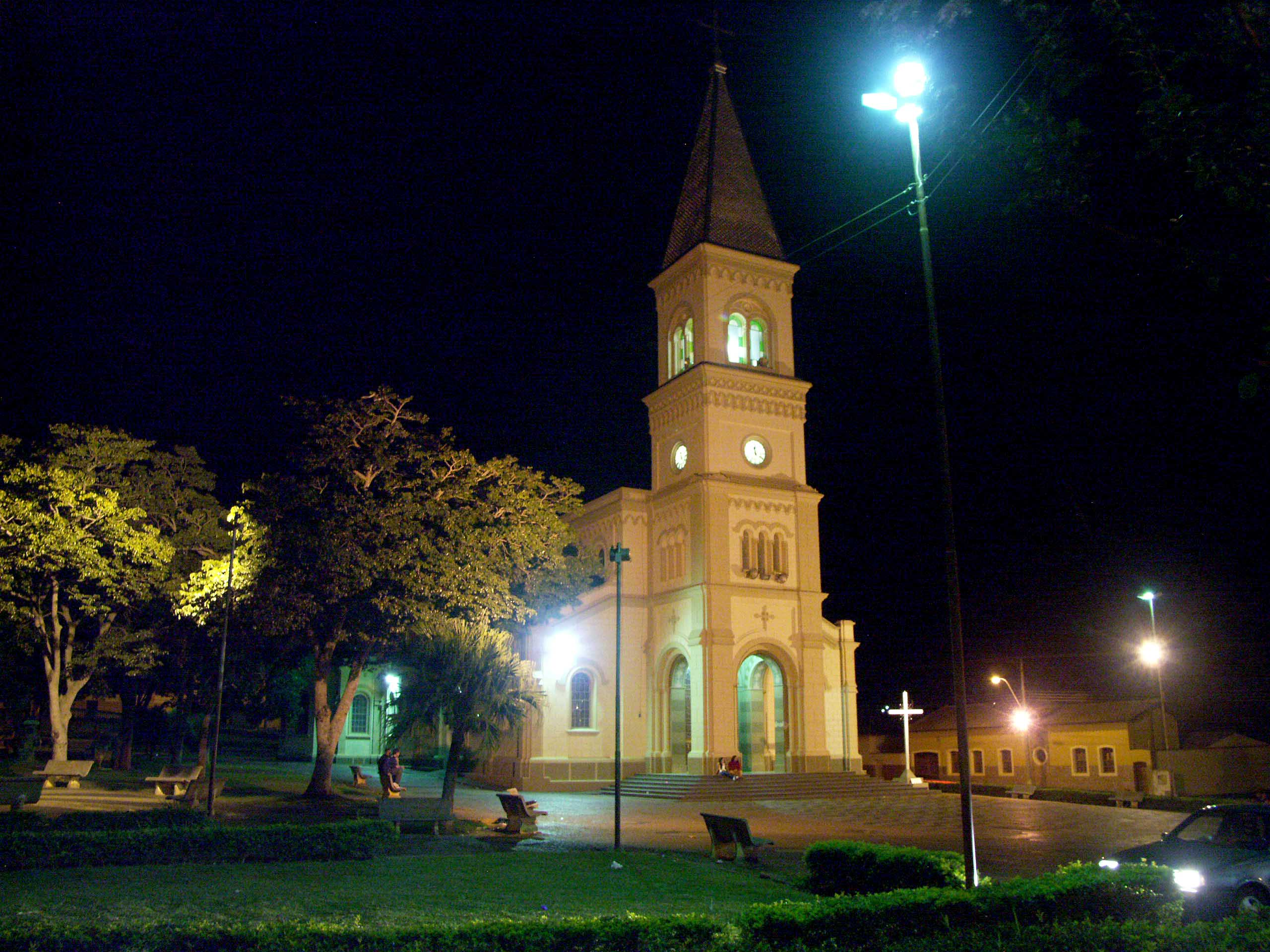
A Igreja Matriz.

Transporte: A cidade tem acesso por rodovia federal pavimentada aos municípios de Itamogi ao Norte (direção a São Sebastião do Paraíso e Passos) e Arceburgo ao Sul (em direção e com acesso à rodovia duplicada SP-340 em Mococa). Através de estradas de terra pode-se chegar diretamente ao distrito de Milagre; aos outros municípios limítrofes e ao estado de São Paulo a oeste.
O Ramal de Passos da Companhia Mogiana de Estradas de Ferro, que a ligava aos municípios de Guaxupé e Passos e à qual Monte Santo de Minas deve grande parte de seu desenvolvimento, foi desativado na década de 1980. O transporte de passageiros já havia cessado em 1976, sobrando apenas o transporte de cargas até a desativação local do ramal ferroviário. Os trilhos foram retirados definitivamente por volta de 1990.
Monte Santo de Minas dispõe de uma estação rodoviária em boas condições e tem conexões via ônibus a várias cidades da região, destacando-se São Sebastião do Paraíso (MG), Mococa (SP), Campinas (SP) e São Paulo.
A área rural dispõe de um serviço de transporte coletivo municipal relativamente bem organizado.
Saúde: Monte Santo dispõe de uma Santa Casa razoavelmente bem equipada na qual podem ser tratados os casos mais urgentes e menos complicados. Devido à pequena distância de cidades maiores como São Sebastião do Paraíso; Passos; Ribeirão Preto e Mococa, casos mais graves ou complicados podem ser tratados de maneira profissional mais especializada nas clínicas destas cidades. A prefeitura disponibiliza transporte gratuito a algumas destas cidades para os doentes em tratamento ou em caso urgente. Há vários profissionais de diversas áreas da medicina atuando em Monte Santo de Minas.
Meios de comunicação: Atualmente o município possui o jornal Folha do Povo e o Portal Amogiana, além de 3 emissoras de rádio "Nova Onda FM", "Independência FM" E "Progresso AM", responsáveis pela cobertura do setor de comunicação.

## Turismo

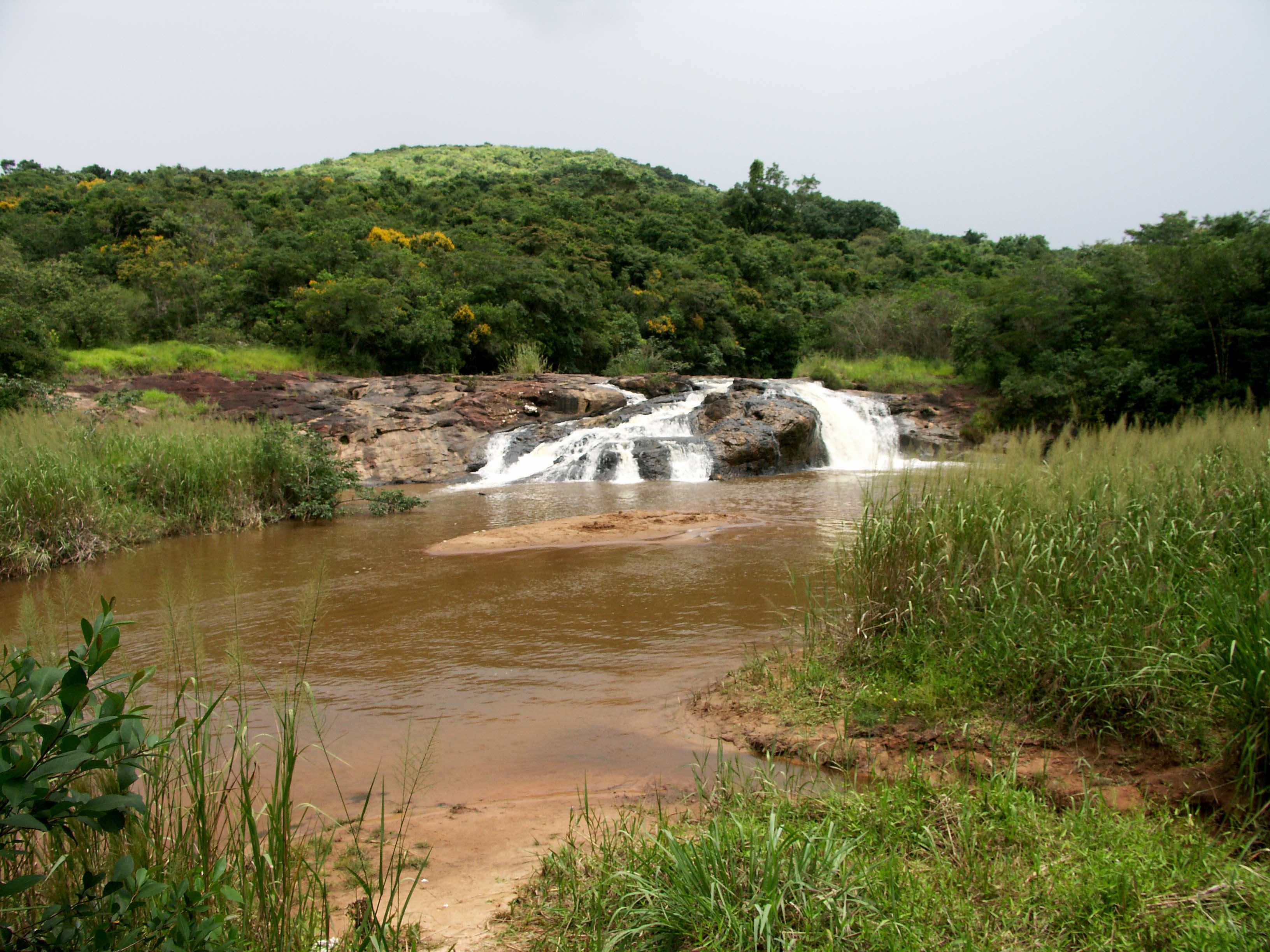
A Cachoeirinha, dista cerca de 5 Km da cidade.

Apesar de ser uma sossegada cidade, pequena com ares de pacata, Monte Santo vem se despontando como uma ótima opção turística, devido principalmente ao famoso carnaval da cidade, no qual as duas escolas de samba: Braz e Belém lutam para  se superarem, mobilizando a cidade inteira. Graças ao engajamento popular, esse tradicional carnaval de rua conseguiu superar uma fase crítica na qual quase se extinguiu, e vem se tornando, a cada ano, mais profissional e badalado.
Outra festa popular muito difundida na cidade é a "folia de Reis" que é praticada por muitos devotos começando do dia 1 a 6 de janeiro com participação de vários grupos da região.
A cidade vem preservando bem seu patrimônio artístico e cultural, como o belo "Jardim Velho" com seu típico coreto; a Igreja Matriz com sua agradável Praça e muitas casas históricas reformadas e bem cuidadas.
As belezas naturais de Monte Santo também devem ser mencionadas, destacando-se as cachoeiras e sua maravilhosa paisagem.
Algumas cachoeiras:
- Cachoeira Itambé
- Cachoeira da Retífica

## Monte-santenses notórios
- Aristides Lobo, professor, jornalista e militante comunista
- Autran Dourado, escritor; embora tenha nascido em Patos de Minas, passou a infância e viveu até os 17 anos na cidade, que reconhecidamente influenciou suas obras
- Mário Américo, massagista da seleção brasileira de futebol nas copas de 1954, 1958, 1962, 1966, 1970 e 1974
- Milionário, cantor da dupla Milionário & José Rico
- Milton Gonçalves, ator
- Rubens Donizete Valeriano, ciclista olímpico, nascido em São Pedro da União mas morador da cidade desde os três anos de idade.